# Gerhard Hölzke
Gerhard Dieter Hölzke (6. September 1934 – 22. Mai 2022) war ein deutscher Kanute. Er war mehrfacher Meister der DDR.

## Leben
Hölzke begann seine sportliche Karriere bei der im Magdeburger Stadtteil Fermersleben ansässigen BSG Stahl Süd, der späteren BSG Motor Südost Magdeburg. Ein erster größerer Erfolg waren 1951 die gemeinsam mit Rolf Leue erzielten zweiten Plätze bei den III. Weltfestspielen über 500 Meter im Zweier-Kanadier und im Zweier-Kajak im Jugendbereich.
Bei der DDR-Meisterschaft 1954 gelang der Sieg über 10.000 Meter im Zweier-Kanadier mit Rolf Leue. Nach einem Trainingslager in Berlin nahm Hölzke im gleichen Jahr an einer internationalen Regatta in Rumänien teil. Beim II. Deutschlandtreffen der Jugend gelangen Leue und Hölzke Siege über 1000 und 10.000 Meter im Zweier-Kanadier. 1955 gewannen die beiden über diese Strecken dann auch die DDR-Meistertitel, die sie 1956 verteidigen konnten. Auch beim Gewinn der DDR-Meisterschaft der BSG im Zehner-Kanadier über 1000 Meter 1957 gehörte Hölzke zur Mannschaft. Über 1000 Meter gelang ihm zusammen mit Rolf Leue die erneute Verteidigung des Meistertitels. Ein letztes Mal gelang dem Gespann Hölzke/Leue 1958 der Gewinn der DDR-Meisterschaft, diesmal wieder über 1000 und 10.000 Meter. 1959 wurde man über 1000 Meter nochmal DDR-Vizemeister und erzielte über 10.000 Meter den dritten Platz. 1960 gab es die Silbermedaille über 1000 Meter.